# 外山修之
外山 修之（とやま よしゆき、1896年（明治29年）9月6日 - 1980年（昭和55年）2月12日）は、日本の応用化学者。日本学士院会員、名古屋大学名誉教授、工学博士。油脂化学専攻。

## 経歴
東京府出身。1917年（大正6年）第一高等学校を卒業。1920年（大正9年）東京帝国大学工学部応用化学科を卒業し、農商務省工業試験所（現産業技術総合研究所）に入所。1940年（昭和15年）名古屋帝国大学の理工学部新設に伴い応用化学科主任教授に就任した。1960年（昭和35年）に退官し東洋大学工学部教授に就任した。
生前、1958年のノーベル化学賞の候補に挙がっていたものの、受賞を逸している。
1980年2月、胃癌により新宿区の慶應義塾大学病院で死去した（83歳）。

## 研究業績
水産動物の油脂成分の研究で知られた。脂肪から高級アルコールを多数発見して「油の外山」と称された。

## 受賞歴
- 1935年 - 報公賞（服部報公会）「油脂殊に海産動物油に関する研究」[1][5]
- 1951年 - 恩賜賞 (日本学士院)「油脂殊に海産動物油に関する研究」[1][2]
- 1958年 - ドイツ油脂学会 ノルマン賞[1][2]